# مارتین استوالد
مارتین اوستوالد (به آلمانی: Martin Ostwald) (زاده ۱۵ ژانویه ۱۹۲۲ – درگذشته ۱۰ آوریل ۲۰۱۰) یک پژوهشگر کلاسیک آلمانی-آمریکایی بود که تا سال ۱۹۹۲ در کالج سوارثمور و دانشگاه پنسیلوانیا تدریس کرد. زمینه اصلی مطالعه او ساختارهای سیاسی یونان باستان بود.

## لینک به بیرون
- مارتین استوالد در پایگاه داده‌های محققان کلاسیک